# Esperança i glòria
Esperança i glòria (títol original en anglès Hope and Glory) és una pel·lícula britànica dirigida per John Boorman i estrenada el 1987. Aquesta pel·lícula ha estat doblada al català.
Té una seqüela: Reina i pàtria (2014).

## Argument
Aquesta pel·lícula comença amb la Segona Guerra Mundial, i és a través de Bill, un noi de 7 anys que viu als afores de Londres, que es veu aquesta guerra. A l'anunci del començament de la guerra amb Alemanya pel Primer Ministre Churchill, el pare de Bill decideix allistar-se a l'exèrcit, per servir la seva pàtria. Des de llavors la seva mare decideix enviar els seus fills a Austràlia, per por a no poder assumir les càrregues. Però una vegada a l'estació, per por, angoixa i amor, decideix no enviar-los, i els porten a Londres, a la casa familiar. La seva vida continua, ritmada per les alertes, les bombes, i les cases destruïdes. Però quan a la seva casa pròpia es cala foc, estan obligats a marxar al camp: a la casa de l'avi. I és amb aquest últim que s'acabarà la pel·lícula, amb qui la guerra sembla no existir, i que tanmateix impacta encara Anglaterra...

## Repartiment
- Sebastian Rice-Edwards: Bill Rowan
- Geraldine Muir: Sue Rowan
- Sarah Miles: Grace Rowan
- David Hayman: Clive Rowan
- Sammi Davis: Dawn Rowan
- Derrick O'Connor: Mac
- Susan Wooldridge: Molly
- Jean-Marc Barr: Bruce Carrey
- Ian Bannen: Avi George
- Annie Leon: Àvia
- Jill Baker: Faith
- Amelda Brown: Hope
- Katrine Boorman: Charity

## Premis i nominacions
Premis
- Globus d'Or a la millor pel·lícula musical o còmica 1988

Nominacions
- Oscar a la millor direcció artística 1988